# Zuidwind

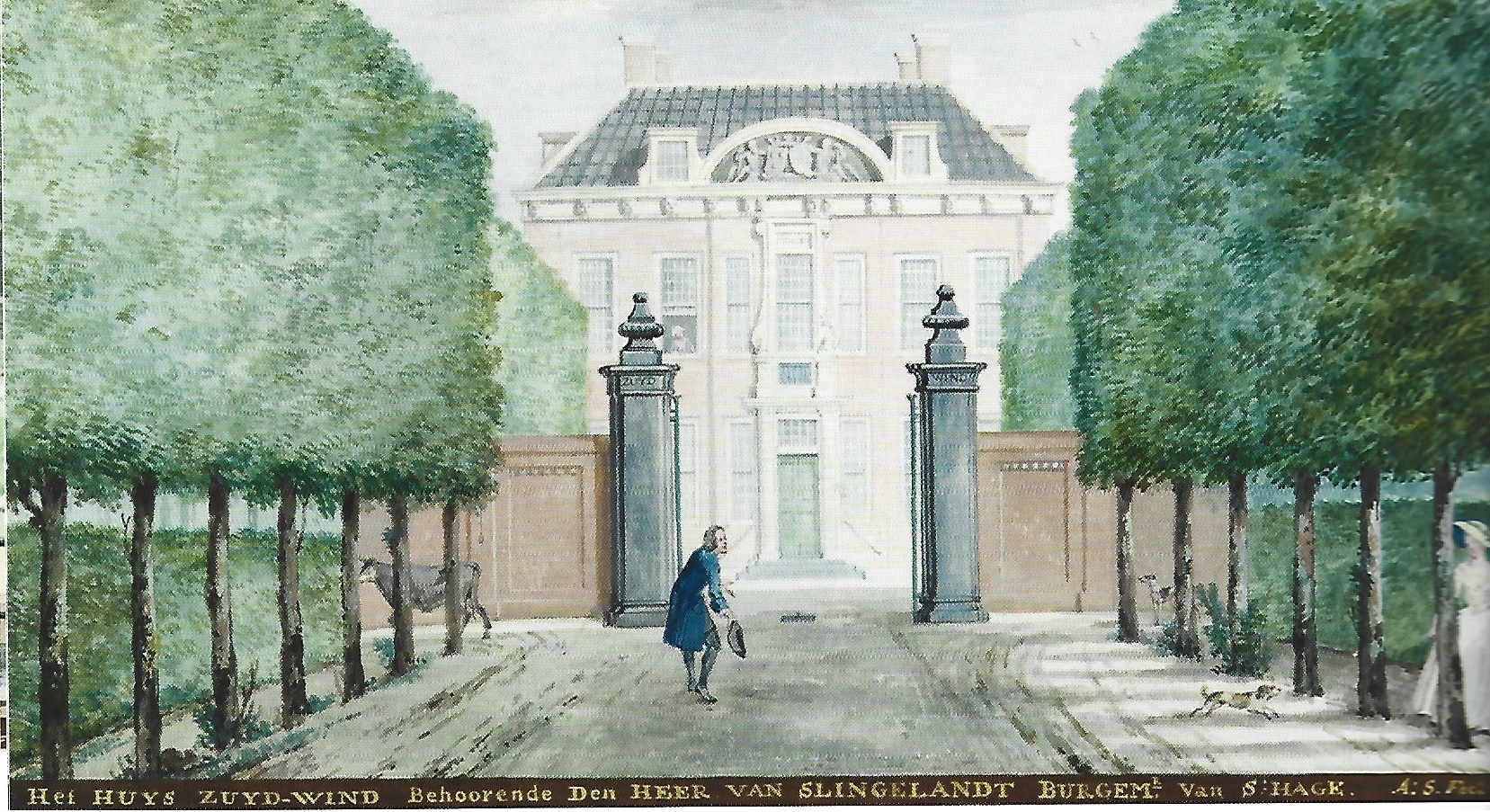
Voorzijde van Zuidwind in een aquarel van Aart Schouman, 1744.

Zuidwind was een buitenplaats bij 's-Gravenzande.

## Geschiedenis
Begin achttiende eeuw was Zuidwind nog een hofstede met een klein huis langs de weg naar Naaldwijk. De uitbouw naar buitenplaats kwam toen Reyer van Bleiswijck, lid van het Delftse stadsbestuur en kapitein van een compagnie infanterie, eigenaar werd. Hij liet een park aanleggen met lanen en sierelementen en liet stenen beelden, vazen en een orangerie plaatsen. Hoe de plattegrond van Zuidwind was in 1712 is op de kaart van Cruquius te zien. In het verlengde van de Langestraat in 's-Gravenzande liet hij in 1715 een nieuw huis bouwen. Lang heeft hij er niet van kunnen genieten want hij overleed vier jaar later. Zijn weduwe Petronella Verburgh bleef tot haar dood op de buitenplaats wonen. Na haar dood kwam het in handen van hun zoon Franco van Bleiswijck die ongehuwd bleef. Maria Catharina van der Burgh, afkomstig van een regentenfamilie erfde de buitenplaats na Bleiswijcks dood. Zij trouwde in 1730 met Hendrik des H.R. Rijksbaron van Slingelandt die in Den Haag afwisselend schepen en burgemeester was.
Kort nadat Van Slingelandt Zuidwind verwierf liet hij het grondgebied uitbreiden met de aankoop van aangrenzende percelen. Hierdoor kreeg Zuidwind de uitstraling van een landgoed met in het centrum de buitenplaats. Van Slingelandt vond het belangrijk om zijn hoge aanzien uit te dragen. Een unieke serie aquarellen, die Hendrik van de buitenplaats liet maken, moest die status aan de beschouwer uitdragen. De door Aart Schouman geschilderde werken geven een mooi beeld van de tuin en het huis. Uit de tekeningen kan opgemaakt worden dat de tuin alleen voor vermaak was bedoeld. Het had geen nuttig houtbos of een boomgaard die in de kosten van het onderhoud konden voorzien. Dit moest illustreren dat de eigenaar het zich kon permitteren in luxe te leven. Op de afbeeldingen zijn kostbare beelden te zien zoals het manshoog standbeeld van Hercules, een kolfbaan, een collectie bijzondere planten, stenen siervazen en borstbeelden op sokkels. De vijvers bevatten goudvissen en watervogels. Dwars door het park liep dubbele lindelaan. In het park stond een monumentale bank en het park had een kunstmatige verhoging waarmee men uitzicht had over de omgeving. Aan de Zanddijk stond een vinkenhuis waarmee vogels gevangen konden worden voor consumptie en om de menagerie te vullen. Exotische planten en bomen groeiden in kuipen zoals ananassen, perziken en sinaasappels. 's-Winters moesten die kuipen naar de oude boerderij, die omgevormd was als orangerie, gebracht worden ter bescherming tegen de vorst.
Hendrik stierf in 1759 en zijn vrouw Maria Catharina in 1761. De buitenplaats ging naar zoon Bartout van Slingelandt. Hij was onder andere burgemeester van Dordrecht. Nadat hij en zijn tweede vrouw Margaretha Anna Elisabeth van Boetzelaer waren gestorven werd de buitenplaats in 1810 door de voogden van de minderjarige kinderen verkocht. De koper liet de buitenplaats slopen en op het terrein verschenen tuinderijen. Momenteel zijn geen overblijfselen meer van de buitenplaats, op de straat Zuidwind na. Bij opgravingen in de jaren tachtig van de twintigste eeuw zijn funderingen gevonden van het koetshuis en een muur uit 1753.

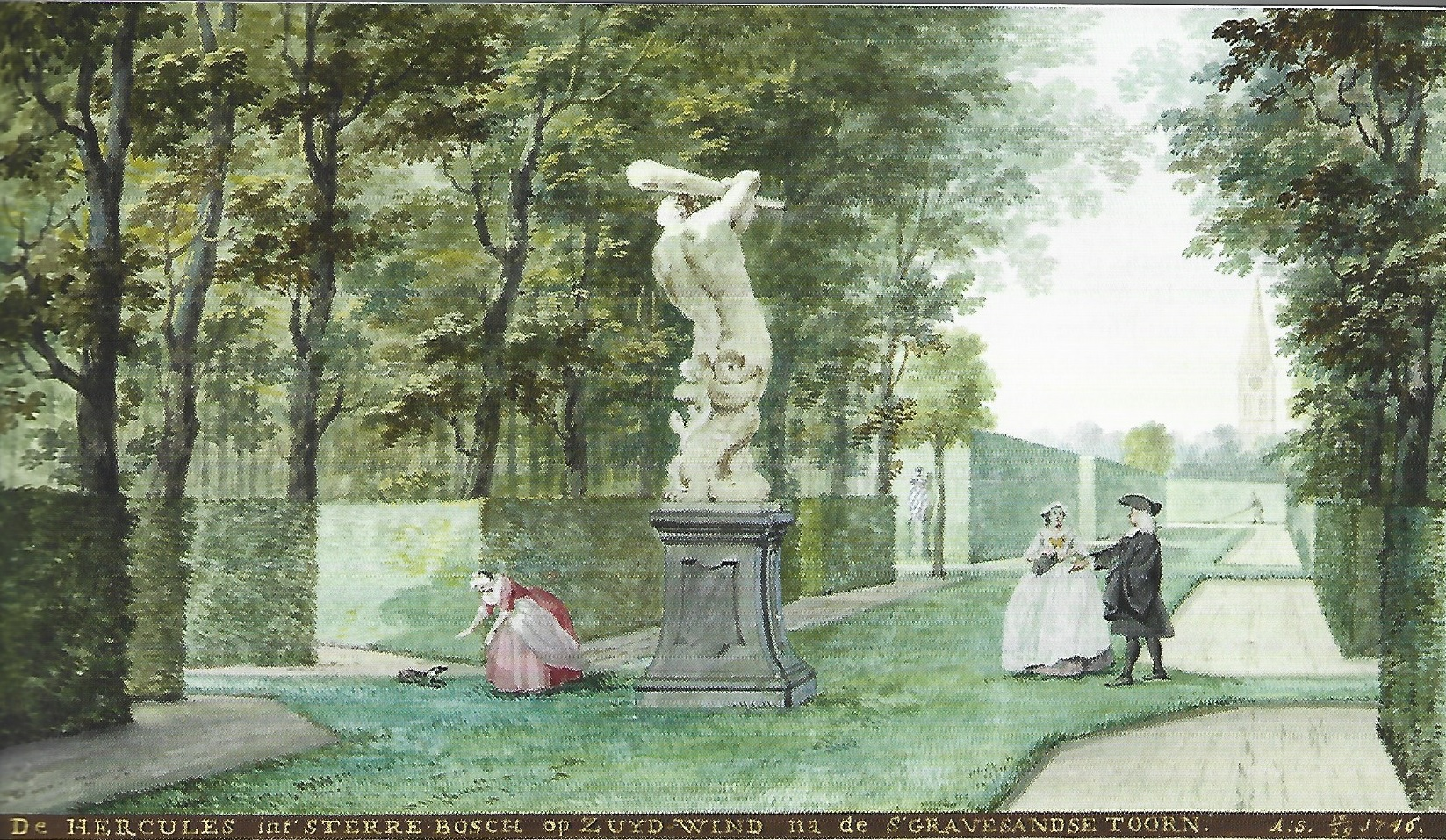
Herculesbeeld in de tuin van Zuidwind
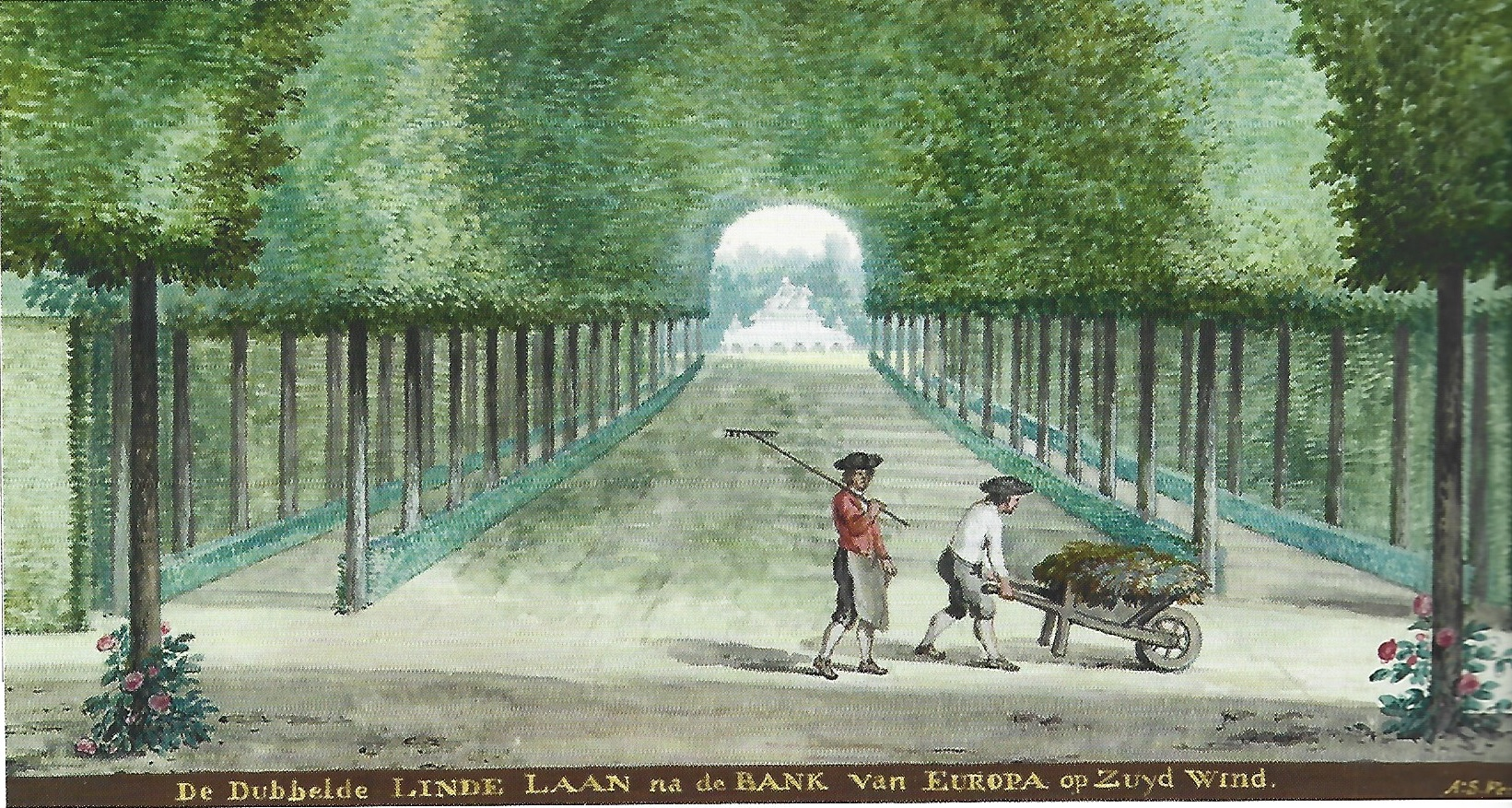
De lindenlaan van Zuidwind